# Hasselfurter Weiher

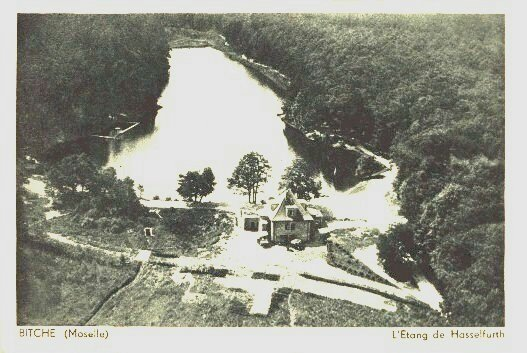
Hasselfurther Weiher aus der Luft, ca. 1930er Jahre

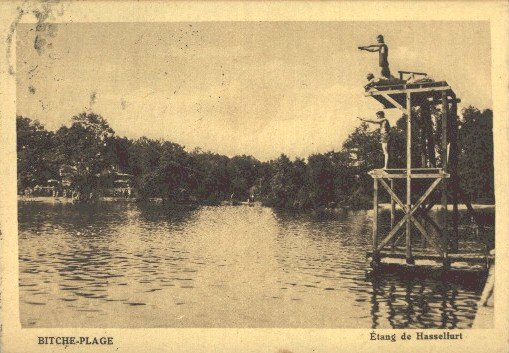
Sprungturm im Hasselfurther Weiher

Der Hasselfurter Weiher (französisch étang de Hasselfurth bzw. étang de Hasselfurt) ist ein Stausee etwa 3 Kilometer südlich von Bitsch (Bitscher Land) in der Region Grand Est, auf knapp 300 m.

## Beschreibung
Die Uferlinie beträgt knapp 1,3 km, die Wasserfläche etwa 37.000 m², das Wassereinzugsgebiet zirka 5,7 km². Er wird vom Oberlauf des Hornbaches durchflossen. Er gehört der Gemeinde und ist frei zugänglich.
Der See ist fast vollständig von Wald umgeben. Er wurde als Stausee vom naheliegenden augustinischen Konvent Collège St. Augustin angelegt. Ab 1924 diente er als Badesee der Klosterschule, die zur Zeit ihres Erweiterungsbaus 1924 mit einem Badezimmer samt einer Badewanne für 250 Studenten über nur völlig unzureichende sanitäre Anlagen verfügte, weil das Waschen in den Schlafräumen unterhalb der Gürtellinie unter Strafandrohung verboten war. In Eigenleistung errichteten die Studenten in ihrer Freizeit Schwimmpontons zum Umziehen und Waschen.

## Heutige Situation
Der Weiher ist in ein umfangreiches Naherholungsgebiet mit Badeplätzen, Wanderwegen und einem Ausflugsrestaurant eingebettet. Seit einigen Jahren befindet sich in unmittelbarer Nähe im Wald ein Abenteuer-Parcours.